# 大山寺站
大山寺站（日语：／ Taisanji eki */?）是一個位於日本愛知縣岩倉市大山寺町，屬於名古屋鐵道犬山線的鐵路車站。車站編號為IY06。

## 車站構造
可停靠8節編組的對向式月台2面2線地面車站。
| 月台 | 路線   | 方向 | 目的地               |
| ---- | ------ | ---- | -------------------- |
| 1    | 犬山線 | 下行 | 岩倉、犬山方向       |
| 2    | 犬山線 | 上行 | 名鐵名古屋、金山方向 |

### 配線圖
| ← 名古屋方向    | 大山寺站 構內配線略圖 | → 岩倉、 犬山方向 |
| 图例 参考文献： |                       |                   |

## 使用情況
| 年度               | 一日平均 上下車人次 | 一日平均 上車人次 |
| ------------------ | ------------------- | ----------------- |
| 2008年（平成20年） | 2,041               | 1,027             |
| 2009年（平成21年） | 1,971               | 993               |
| 2010年（平成22年） | 1,905               | 962               |
| 2011年（平成23年） | 1,874               | 971               |
| 2012年（平成24年） | 1,870               | 975               |
| 2013年（平成25年） | 1,955               | 1,018             |
| 2014年（平成26年） | 1,966               | 1,024             |
| 2015年（平成27年） | 2,032               | 1,058             |
| 2016年（平成28年） | 2,051               | 1,062             |
| 2017年（平成29年） | 2,091               | 1,080             |

## 相鄰車站
名古屋鐵道
 犬山線
□μ-SKY、□快速特急、■特急、□快速急行、■急行、■準急
通過
■普通
德重·名古屋藝大（IY05）－大山寺（IY06）－岩倉（IY07）

## 外部連結
- 大山寺 - 名古屋鐵道